# Групер-авоара
Групер-авоара (лат. Epinephelus awoara) — вид лучепёрых рыб из семейства каменных окуней (Serranidae). Распространены в западной части Тихого океана. Морские придонные рыбы. Максимальная длина тела 60 см. Протогинические гермафродиты.

## Описание
Тело несколько удлинённое, покрыто ктеноидной чешуёй. Высота тела меньше длины головы, укладывается 2,7—3,3 раза в стандартную длину тела (для особей длиной от 13 до 31 см). Длина крупной головы в 2,25—2,6 раза меньше стандартной длины тела. Верхний профиль головы выпуклый. Межглазничное пространство выпуклое. Предкрышка с заострёнными углами и с 2 до 5 сильными шипами на углах. Верхний край жаберной крышки прямой. На жаберной крышке три шипа, верхний шип рудиментарный. Подкрышка и межкрышечная кость гладкие. Верхняя челюсть доходит до вертикали заднего края глаза. На средней части нижней челюсти располагаются два латеральных ряда мелких зубов сходного размера. На верхней части жаберной дуги 8—9 жаберных тычинок, а на нижней части 16—19. Длинный спинной плавник с 11 жёсткими колючими лучами и 15—16 мягкими лучами; третий и четвёртый жёсткие лучи наиболее длинные. Анальный плавник с 3 жёсткими и 8 мягкими лучами. Грудные плавники с 17—19 мягкими лучами, длиннее брюшных плавников. Хвостовой плавник закруглённый. Боковая линия с 49—55 чешуйками. Пилорических придатков 12.
Голова и верхняя часть тела бледно-черновато-коричневые, а нижняя сторона тела — золотисто-жёлтая. По бокам тела проходят широкие тёмные полосы; одна за жаберными крышками, а последняя — у хвостового стебля. По голове и телу разбросаны многочисленные жёлтые пятна. На теле и плавниках есть также мелкие серовато-белые пятнышки. Края мягкой части спинного плавника, хвостового и анального плавников с выраженным жёлтым краем. Парные плавники тёмно-жёлтые. Полосы на теле могут быть слабо выражены или отсутствовать у крупных взрослых особей.
Максимальная длина тела 60 см, обычно до 30 см.

## Биология
Морские придонные рыбы. Обитают у скалистых и коралловых рифов, а также над песчано-илистыми грунтами на глубине от 10 до 50 м. Питаются креветками, крабами, рыбами и головоногими.

### Размножение
Как и остальные представители рода групер-авоара является последовательным протогиническим гермафродитом. Все особи рождаются самками и только в течение жизненного цикла часть особей изменяет пол и становится самцами. Самки впервые созревают при длине тела 149 мм

## Ареал
Распространены в центрально-западной части Тихого океана. Встречаются в прибрежных водах Кореи, Тайваня, Китая, Вьетнама и островов Южно-Китайского моря.